# Manuel Lando
Manuel Lando (* 4. August 2000 in Cittadella) ist ein italienischer Leichtathlet, der sich auf den Hochsprung spezialisiert hat.

## Sportliche Laufbahn
Erste internationale Erfahrungen sammelte Manuel Lando im Jahr 2019, als er bei den U20-Europameisterschaften in Borås mit übersprungenen 2,05 m den fünften Platz belegte. 2021 gewann er bei den U23-Europameisterschaften in Tallinn mit 2,17 m die Silbermedaille hinter dem Tschechen Jan Štefela und im Jahr darauf gewann er bei den U23-Mittelmeer-Meisterschaften in Pescara mit 2,13 m die Silbermedaille hinter dem Serben Emir Rovčanin. 2024 belegte er bei den Europameisterschaften in Rom mit 2,22 m den sechsten Platz und im Jahr darauf gelangte er bei den Halleneuropameisterschaften in Apeldoorn mit 2,26 m auf Rang vier. Kurz darauf wurde er bei den Hallenweltmeisterschaften in Nanjing mit 2,24 m Sechster. Im Juli belegte er bei den World University Games in Bochum mit 2,20 m den sechsten Platz.